# Римар Ярослав Васильович

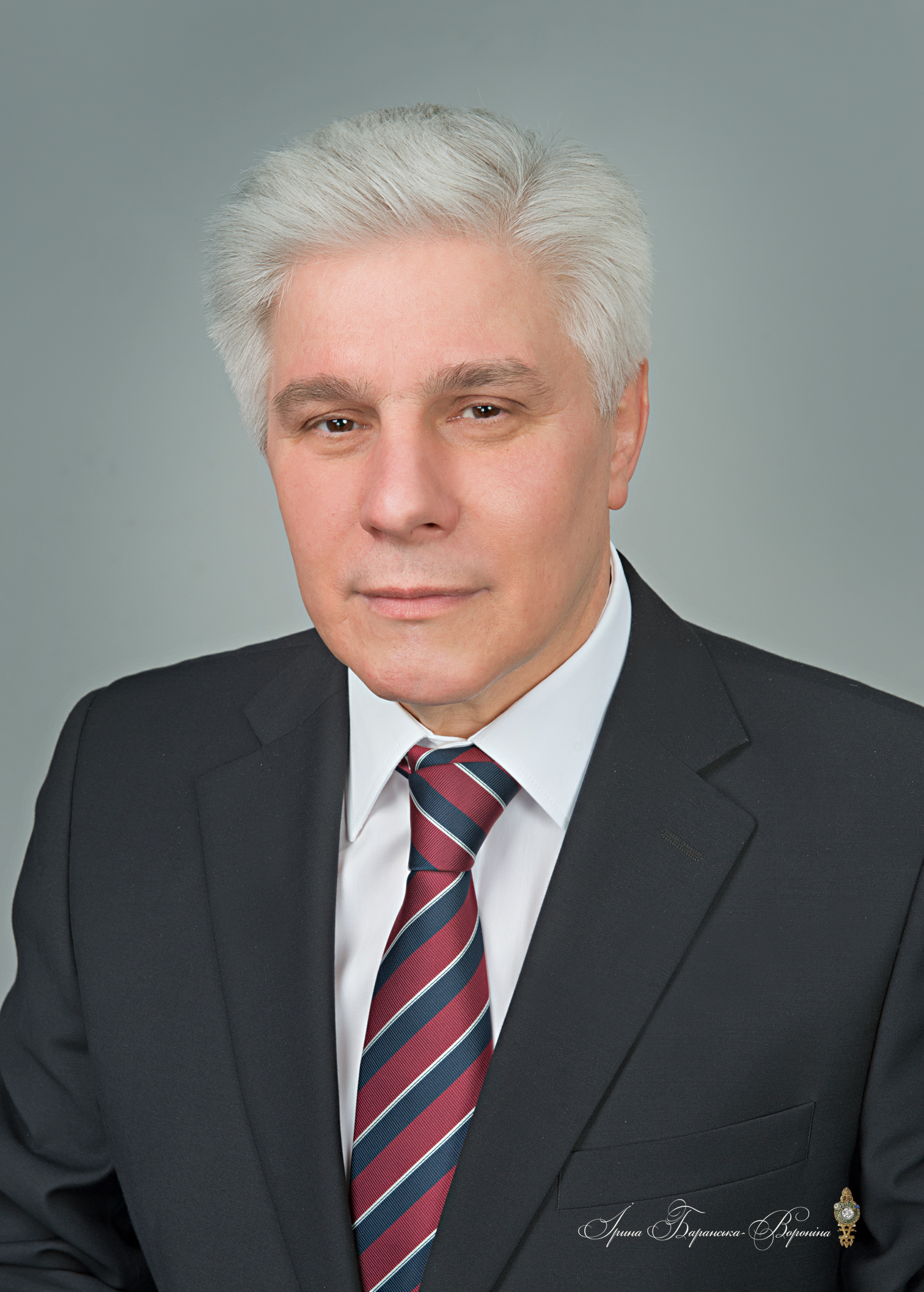
Римар Ярослав Васильович (Rymar Yaroslav Vasylovych)

Ри́мар Яросла́в Васи́льович (нар. 31 січня 1956) — український реставратор. Лауреат Державної премії України в галузі архітектури (1997). Кандидат технічних наук.

## Біографічні відомості
1985 року закінчив інженерно-будівельний факультет Львівського політехнічного інституту (нині Національний університет «Львівська політехніка»). Директор Державного підприємства «Український регіональний спеціалізований науково-реставраційний інститут „Укрзахідпроектреставрація“» у Львові.
17 червня 1997 року став лауреатом Державної премії України в галузі архітектури — за реставрацію та реконструкцію пам'ятки архітектури XVII—XVIII століть — комплексу монастиря-новіціату святого Миколая чину святого Василія Великого в селі Крехів Жовківського району Львівської області 
Восени 2003 року брав участь у дослідженні Замкового мосту в Кам'янці-Подільському . Наслідком цієї роботи стала публікація «Замковий міст в Кам'янці-Подільському. Технічний стан і конструктивна схема. Забезпечення надійної експлуатації» (2005) .
В 2010 році захистив кандидатську дисертацію у Національному університеті «Львівська політехніка» на тему: «Міцність та деформативність залізобетонних балок, підсилених під навантаженням нарощуванням арматури» за спеціальністю 05.23.01 — будівельні конструкції, будівлі та споруди (Науковий керівник — доктор технічних наук, професор Бліхарський З. Я.). Автор 16 наукових праць надрукованих у фахових виданнях.
Є автором, співавтором ряду комплексних наукових досліджень, розробки науково-проектної документації, здійснення науково-методичного керівництва та авторського нагляду реставрації, реконструкції та пристосування пам'яток архітектури Закарпатської, Тернопільської, Хмельницької, Волинської, Київської, Миколаївської, Львівської областей та, зокрема у м. Львові.
Перелік основних об'єктів з реконструкції та реставрації під керівництвом та за участі  Римара Я. В.:
1.    Реставрація та пристосування пам"ятки архітектури XVI—XVIII cт. Ансамблю палацу Перені в м. Виноградово Закарпатської області під базу відпочинку спілок творчих працівників України (1980 р.)
2.    Реставрація та пристосування палацової споруди «Білий дім» XVI—XVIII cт в м. Мукачево Закарпатської області для дитячої художньої школи (1980 р.)
3.    Реставрація пам"ятки архітектури XV—XVIII століть «Замку» в м. Ужгороді (1980 р.)
4.    Пам"ятка архітектури XV—XIII cт. Костьол і монастир Францісканів в м. Виноградово Закарпатської області. Реставрація та пристосування під музейний комплекс відділу обласного краєзнавчого музею (1982 р.)
5.    Пам"ятка архітектури XIX cт. Споруда Державного краєзнавчого музею АН України по вул. Театральній, 18 у Львові. Реставрація та реконструкція (1986 р.)
6.    Пам"ятка архітектури XVII-XIX cт. Споруда Львівської наукової бібліотеки ім. В. Стефаника АН України у м. Львові. Реставрація та пристосування (1987 р.)
7.    Реставрація та відтворення втрачених веж костьолу Успіння Богородиці в м. Кам"янка-Бузька Львівської області (1992 р.)
8.    Реставрація та реконструкція пам"ятки архітектури XVI—XIX cт. Комплексу Святоонуфріївського Василіянського монастиря у м. Львові (1993 р.)
9.    Реставрація та реконструкція монастирського корпусу ансамблю монастиря Кармелітів босих у м. Львові пам"ятки архітектури XVIII cт. (1996 р.)
10. Реставрація та реконструкція пам"ятки архітектури XVII-XVIII століть монастиря-новіціату Св. Миколая чину святого Василя Великого в с. Крехів Жовківського району Львівської області (1990—1996 рр.)
11.  Реставрація та реконструкція колишнього готелю «Верховина» на проспекті Свободи, 13 у м. Львові під готельний комплекс «Гранд-Готель» (1990—1992 рр.)
12.  Усунення аварійного стану та пристосування житлових будинків № 11-А,15, 17, 19 по вул. Гуцульській у м. Львові під функцію КБ «ПриватБанк» (1996—2002 рр.)
13.  Реставрація та реконструкція пам"ятки    архітектури XVIII cт. монастиря оо. Василіан в м. Бучачі Тернопільської області.
14.  Реставрація та пристосування під адміністративний будинок міськвиконкому пам"ятки архітектури XIV-XVIII cт. житлового будинку № 2 на площі Ринок у м. Львові (охорон. № 326\1) (1998—2002 рр.)
15.  Пам"ятки архітектури XX cт. адміністративний будинок № 7 на проспекті Тараса Шевченка у м. Львові (охор. № 398-М). Пристосування приміщень першого поверху та підвалу західного крила будинку під ресторан швидкого обслуговування «Мак
Дональдз»(1999 р.)
16.  Санаторно-лікувальний комплекс пам"яток дерев"яної архітектури 1898 р. вілл «Гражина» (охор. № 634) та «Світезянка» (охор. № 633) в м. Трускавці Львівської області.   Блок службових приміщень з пунктом харчування (2000 р.)
17.  Реставрація та відтворення комплексу Свято-Троїцької церкви у м. Берестечко Волинської області пам"ятки архітектури  поч. XX століття (охор. № 39-ВЛ) (2001—2002 рр.)
18.  Пам"ятка архітектури XVIII cт. комплекс собору св. Юра у м. Львові (охор. № 376). Пристосування митрополичих палат під резиденцію Глави УГКЦ (2001 р.)
19.  Пам"ятка архітектури кін. ХІХ ст. житловий будинок № 35 на проспекті Свободи у м. Львові. Пристосування приміщень колишнього магазину «Військова книга» під ресторан швидкого обслуговування «Мак Дональдз» (2002 р).
20.  Ансамбль площа Ринок у м. Львові. Пам'ятка архітектури XVIII ст. (охор. № 326) - будинок №10. Заключення  по детальному інженерному обстеженню (2002 р.).
21.  Вінницький обласний краєзнавчий музей. Пам'ятка архітектури XVIII-XIX ст. ст. (охор. № 54/3) - споруда келій Єзуїтського монастиря на вул. Соборній № 19 у м. Вінниці. Заключення по детальному інженерному обстеженню (2002 р.).
22.  Пам'ятка архітектури ХХ ст. - споруда "Критий ринок" на вул. Заньковецької № 13 у м. Чернівці. Технічні висновки за результатами обстеження та загальної оцінки технічного стану споруди  "Критий ринок" (2003 р.).
23.  Пам'ятка архітектури II, XIV, XVII ст. ст. (охор. № 732) - Замковий міст у м. Кам'янці - Подільському, Хмельницької обл. Технічні висновки за результатами обстеження, визначення технічного стану та комп'ютерного моделювання роботи Замкового      мосту (2003 р.).
24.  Пам'ятка архітектури XV - XIX ст. ст. (охор. № 1317) - житловий будинок № 12 на вул. Шевська у м. Львові. Висновки про технічний стан будинку на основі детального інженерного обстеження (2003 р.).
25.  Пам'ятка архітектури XV - XIX ст. ст. (охор. № 361) - житловий будинок № 10 на вул. Шевська  у м. Львові. Висновки про технічний стан будинку на основі детального інженерного обстеження (2003 р.).
26.  Пам'ятка архітектури XVII ст. (охор. № 326/21) - житловий будинок № 23 на площі Ринок у м. Львові. Висновки про технічний стан будинку на основі детального інженерного обстеження (2004 р.).
27.  Пам'ятка архітектури 1639 -1840 р.р. Музей Баворовських (арсенал Сенявських) у м. Львові на вул. Бібліотечній № 2. Корпус відділу мистецтв Львівської наукової бібліотеки ім. Стефаника НАН України. Технічний висновок на основі детального інженерного обстеження (2004 р.).
28.  Пам'ятка архітектури XIX ст. (охор. № 1310) Палац Потоцьких на вул. Коперника № 15 у м. Львові. Висновки про технічний стан прибрамних флігелів на основі детального інженерного обстеження (2004 р.).
29.  Пам'ятка архітектури XX ст. ст. (охор. № 1091-М) -  будинок № 27 на проспекті Шевченка у м. Львові. Висновки про технічний стан будинку на основі детального інженерного обстеження (2004 р.).
30.  Пам'ятка архітектури XIX ст. ст. (охор. № 148-М) -  будинок № 15 на проспекті Свободи у м. Львові. Інститут народознавства НАН України.  Висновки про технічний стан будинку на основі детального інженерного обстеження (2004 р.).
31.  Дослідження технічного стану і конструктивної схеми Замкового мосту в Кам'янці-Подільському та рекомендації по забезпеченню його надійної експлуатації (2005 р.).
32.  Пам'ятка архітектури національного значення  XVII ст. Костел Святого Марка монастиря Піярів уселі Варяж Сокальського району Львівської області (Охор. № 495). Інженерне обстеження по визначенню технічного стану конструкцій південної частини будівлі (присінок та захристія)(2017 р.).
33.  Пам'ятка архітектури національного значення  XVIII ст. Архикатедральний собор Св. Юра охор. № 376 в м. Львові.  Інженерне обстеження по визначенню технічного стану конструкцій південної та північної брами (2017 р.).
34.  Реставрація та реконструкція пам'ятки архітектури ХІХ ст. палацового комплексу (ратуша) на вул. Маркіяна Шашкевича, 22 у м. Золочеві Охор. № 842-М (2017 р.). 
Нагороди:
1.    Лауреат Державної премії України в галузі архітектури. Державна премія присуджена Указом президента України № 546\97 від 17.06.1997 року за реставрацію та реконструкцію пам'ятки архітектури XVII—XVIII століть — комплексу монастиря
новіціату Св. Миколая чину Святого Василя Великого в с. Крехів Жовківського району Львівської області.
2.    Почесна грамота Кабінету Міністрів України, № 11093 від 29.03.2006 року.
3.    Нагрудний знак  «Почесний працівник будівництва та архітектури» ІІ ступеня, № 13 «В» від 10.07.2008 року.
4.    Почесна грамота Державного комітету будівництва, архітектури та житлової політики України, № 75-ПГ від 04.04.2001 року,
5.    Дипломом V Міжнародного огляду-конкурсу найкращих архітектурних творів Міжнародної Асоціації Спілки Архітекторів - 1997 р.
6.    Грамота Держбуду Української РСР і Спілки архітекторів України за розробку історико-містобудівельного та архітектурно-реставраційного обґрунтування збереження палацового ансамблю XVII—XVIII cт. в м. Мукачево Закарпатської області і
проект реставрації та пристосування палацової споруди для дитячої художньої школи на огляді конкурсі на кращі проекти 1980 року.
7.    Грамота Національного університету «Львівська політехніка» за значні досягнення в навчальній та науковій роботі — 02.02.2016 р.          